# Des mondes à profusion
Des mondes à profusion (titre original : Many Mansions) est une nouvelle de science-fiction de Robert Silverberg. Elle a aussi été publiée sous le titre Des mondes en cascades (1977).
La nouvelle a été proposée pour le prix Locus de la meilleure nouvelle 1974, sans remporter le prix.

## Publications
Entre 1973 et 2015, la nouvelle a été éditée à environ une trentaine de reprises dans des recueils de nouvelles de Robert Silverberg ou des anthologies de science-fiction.

### Publications aux États-Unis
La nouvelle est parue en 1973 dans le recueil Unfamiliar Territory, éd. Charles Scribner's Sons.
Elle a ensuite été régulièrement rééditée dans divers recueils de Robert Silverberg et diverses anthologies.

### Publications en France
La nouvelle est notamment publiée en France :
- dans Après nous le délire, éd. Casterman, collection Autres temps, autres mondes (anthologie, n°20), janvier 1977  (ISBN 2-203-22621-8), sous le titre Des mondes en cascades ;
- dans l'anthologie Le Livre d'or de la science-fiction : Robert Silverberg (1979) ;
- dans l'anthologie Voir l'invisible, Presses Pocket, (1988) ;
- en 2002 dans le recueil Les Jeux du Capricorne, avec une traduction de Jacques Chambon ; il y a eu une nouvelle édition en livre de poche chez J'ai lu en 2004. La nouvelle est donc l'une des 124 « meilleures nouvelles » de Silverberg sélectionnées pour l'ensemble de recueils Nouvelles au fil du temps, dont Les Jeux du Capricorne est le deuxième tome.

### Publications en Allemagne
La nouvelle a été publiée en Allemagne :
- sous le titre Mordgelüste (1977)[3] ;
- sous le titre Viele Häuser (1984)[4].

## Résumé
La nouvelle comporte 63 paragraphes (non numérotés mais nettement distincts les uns des autres) et met en scène quatre personnes : Ted et Alice (mariés depuis neuf années), Martin (le grand-père de Ted) et très incidemment la grand-mère d'Alice. La nouvelle évoque principalement les différences de futurs potentiels en fonction d'une situation initiale. Trois situation initiales sont mentionnées, en fonction du déroulement de la journée de Ted, selon que ce dernier a eu « une rude journée » (§ 1), « une journée meilleure que la précédente » (§ 22), ou une « belle journée » (§ 63). Si l'auteur n'évoque pas ce qui se passe dans la troisième hypothèse, il développe les deux précédentes modalités en un patchwork d'événements qui donnent des situations totalement différentes. L'auteur montre qu'une situation initiale peut avoir de nombreuses déclinaisons, ce qui explique qu'il n'y a pas de « trame narrative » dans le récit, mais une multitude, voire une infinité, d'événements potentiels. L'auteur déroule ainsi les situations nombreuses suivantes.
Dans le scénario de la « rude journée », Alice envisage de voyager dans le temps pour aller tuer le grand-père de Ted. Ainsi, Martin (aïeul de Ted) ayant été tué, Ted ne sera jamais né, ou comment commettre un meurtre parfait. Si ce sujet avait déjà été évoqué dans des récits de science-fiction, jusqu'à présent ce scénario n'avait jamais été réalisé. Alice passe à l’action : elle loue une machine à voyager dans le temps et, quittant l'année 2006, remonte à 1947 pour tuer Martin :
- Alice se rend chez Martin et le tue froidement, mais elle est arrêtée par la Patrouille du temps pour assassinat temponautique (§ 21) ;
- Alice se rend chez Martin et se fait arrêter par la Patrouille du temps avant d'avoir tué Martin pour tentative d'assassinat temponautique (§ 25) ;
- Alors qu’elle se rend chez Martin, Ted l'intercepte et la ramène en 2006 (§ 52) ;
- Alice se rend chez Martin ; elle se présente et lui propose des relations sexuelles (ce que Martin accepte) ; elle décide de le tuer après avoir couché avec lui :
  - Alice tue Martin (§ 46) ;
  - Alice renonce à tuer Martin (§ 51) ;
  - Alice se fait tuer par Martin (§ 49) ;
  - Alice se fait tuer par Ted (§ 53) ;
  - Alice tue Ted (§ 55) ;
  - Ted tue Martin (§ 58) ;
  - Martin tue Ted (§ 59).

Dans le scénario d’« une journée meilleure que la précédente », Ted décide de séduire la grand-mère d'Alice afin que, ayant perdu sa virginité, elle ne puisse pas épouser l'homme avec qui elle aura eu la mère d'Alice. Il loue une machine à voyager dans le temps et, quittant l'année 2006, remonte dans le temps. Il séduit la grand-mère d'Alice (§ 40) :
- Revenu en 2006, toute la vie de Ted est chamboulée et plus personne ne le reconnaît (§ 48) ;
- En 2006, toute la vie de Martin est chamboulée et Alice ne le reconnaît plus (§ 54).

Dans le scénario d’une « « belle journée » , Ted rentre chez lui, heureux (§ 63).